# Ahmose

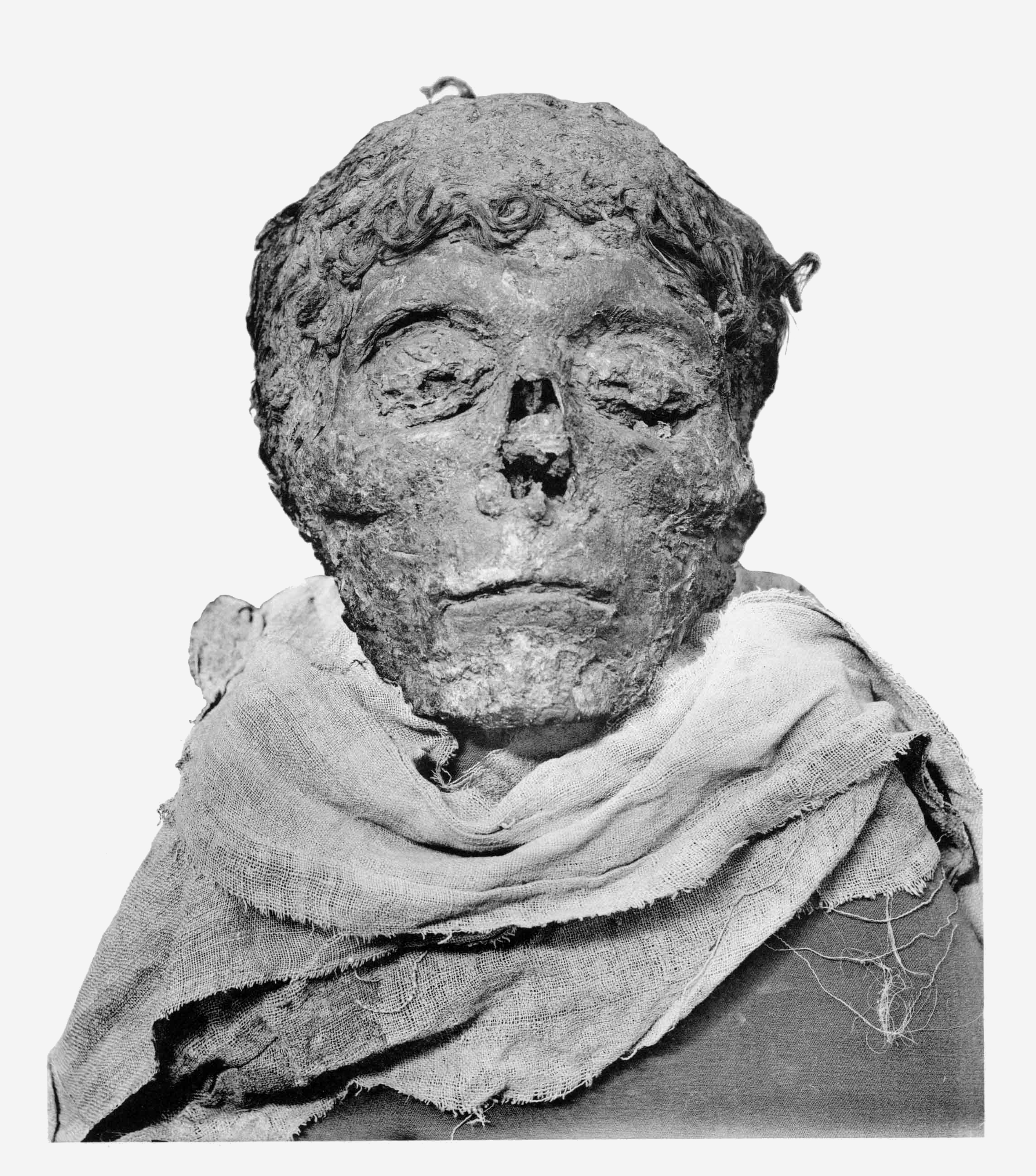
Ahmoses mummifierade huvud

Ahmose eller Ahmose I, alternativ stavning är Amosis eller Ahmes, var en fornegyptisk farao och den första under artonde dynastin i Nya riket, vars regeringstid vanligen är angiven till 26 år mellan 1550 och 1525 f.Kr.
Ahmose efterträdde sin bror Kamose på tronen och var son till Sekenenre, farao av Egyptens sjuttonde dynasti, och Ahhotep I. Formellt räknas ändå Ahmose som den första faraonen av den artonde dynastin. Han är mest känd för att slutligen ha intagit Memfis och därefter hyksos huvudstad Avaris och enat Egypten. Därmed är Ahmose även den första faraonen i det Nya riket. Ahmose gjorde senare även militära kampanjer i Palestina och Nubien.
Ahmose var gift med sin syster Ahmose-Nefertari och paret fick ett stort antal barn, av vilka sonen Amenhotep I blev hans tronföljare.
Vid Dra' Abu el-Naga' nära Deir el-Bahari utanför Thebe finns resterna av en mindre pyramid som tillskrivs Ahmose. Ahmoses mumie hittades 1881 i TT320 nära Deir el-Bahari.

### Fotnoter
1. 1 2  Schulz, Regine (1998). ”Egyptens härskare”. Egypten Faraonernas värld. H.F. Ullman. sid. 528. ISBN 3-8290-3042-8. https://libris.kb.se/bib/8319981. Läst 2 april 2024
2. 1 2  ”Ahmose 1” (på engelska). Ayman Fadl ,. http://www.aldokkan.com/egypt/ahmose.htm. Läst 23 januari 2016.
3. 1 2  ”Ahmose I Nebpehtyre King of Egypt” (på engelska). http://www.american-pictures.com/genealogy/persons/per00460.htm#0. Läst 8 januari 2016.
4. ↑  ”New Kingdom, Dynasty XVIII, Ahmose I” (på engelska). © 2003 - 2004 r. fingerson. http://www.phouka.com/pharaoh/pharaoh/dynasties/dyn18/01ahmose.html. Läst 23 januari 2016.
5. ↑  ”Ahmose (about 1550-1525 BC)” (på engelska). Copyright © 2000 University College London. http://www.ucl.ac.uk/museums-static/digitalegypt/chronology/ahmose.html. Läst 8 januari 2016.
6. ↑  Schulz, Regine (1998). ”Politisk historia 18:e-20:e dynastierna”. Egypten Faraonernas värld. H.F. Ullman. sid. 143. ISBN 3-8290-3042-8. https://libris.kb.se/bib/8319981. Läst 2 april 2024
7. ↑  ”Part 3 - The Pyramids after Old Kingdom” (på engelska). Dariusz Sitek,. http://www.narmer.pl/pir/pir3_en.htm. Läst 22 januari 2016.